# Ionomica
Il termine "ionoma" venne definito per la prima volta da Lahner et al. nel 2003  per includere «tutti i nutrienti minerali e gli elementi in tracce che si trovano in un organismo». Lo studio degli ionomi, chiamato "ionomica", è definito come «la misura quantitativa e simultanea della composizione elementare di organismi viventi e dei cambiamenti della loro composizione in risposta a stimoli fisiologici, stato di sviluppo e modifiche genetiche»; in altre parole, lo scopo degli studi ionomici è la comprensione delle connessioni fisiologiche e genetiche tra un elemento e il suo assorbimento, trasporto e accumulo all'interno di un organismo (generalmente piante) tramite l'analisi di diversi genotipi delle specie di interesse esposte a perturbazioni dell'ambiente.
I primi studi ionomici riguardarono campioni di Arabidopsis thaliana e Saccharomyces cerevisia .

## Tecniche analitiche
Le tecniche analitiche più usate per studi ionomici sono le tecniche di spettroscopia atomica con sorgente a plasma accoppiato induttivamente, ovvero ICP-OES e ICP-MS. Il primo è più semplice ed economico, mentre il secondo è più vantaggioso in termini di sensibilità, necessità di minore quantità di campione e possibilità di effettuare analisi multi-isotopiche.
Altre tecniche utilizzate per analisi multielementari di piante (ancora prima della definizione di "ionoma") sono la spettrofotometria XRF e l'analisi per attivazione neutronica
Meno usate sono la spettroscopia XAS e l'accoppiamento LC-MS.